# Сан Мартино сула Маручина
Сан Мартѝно сула Маручѝна (на италиански: San Martino sulla Marrucina) е село и община в Южна Италия, провинция Киети, регион Абруцо. Разположено е на 465 m надморска височина. Населението на общината е 948 души (към 2014 г.).